# 1669

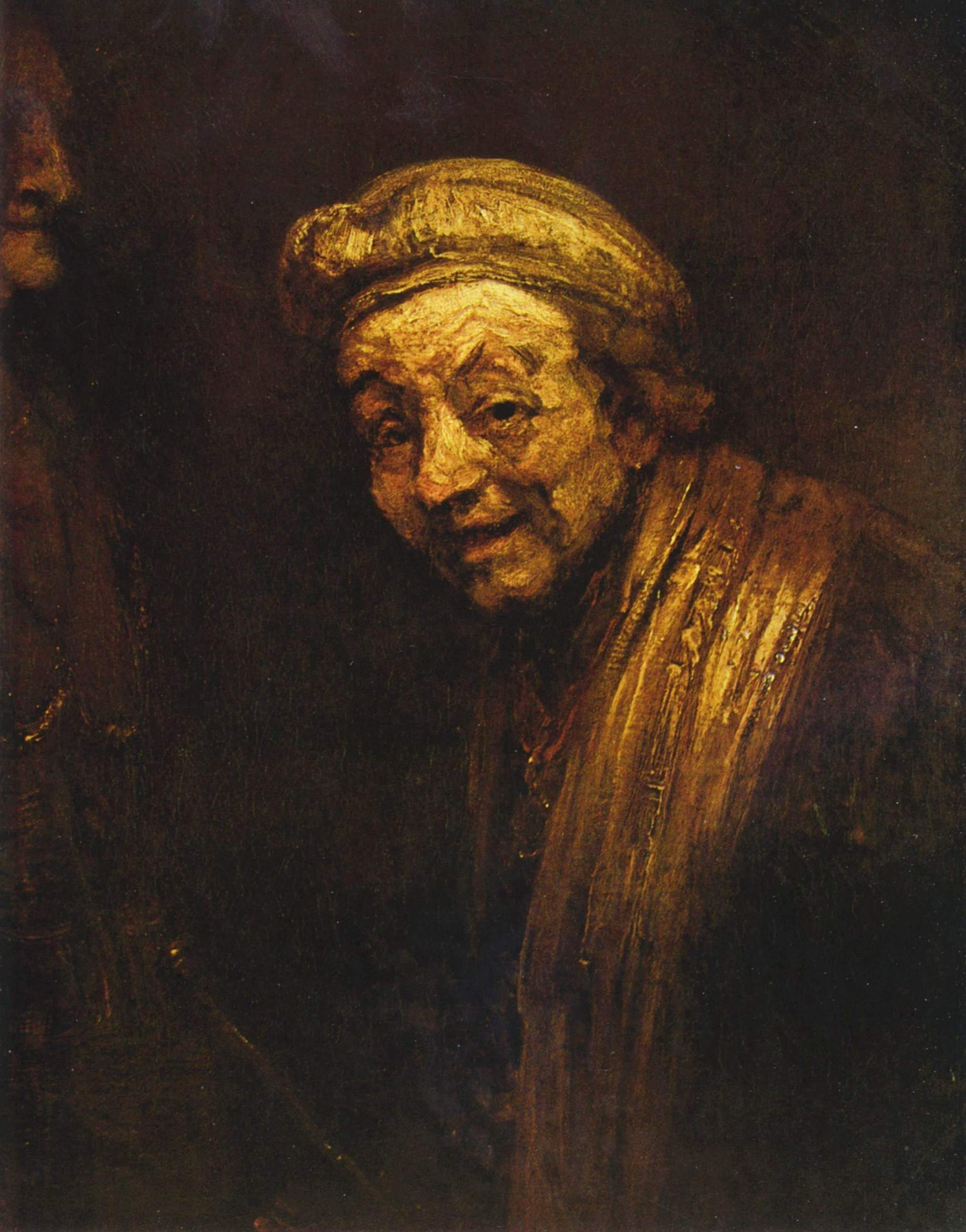
Rembrandt

Het jaar 1669 is het 69e jaar in de 17e eeuw volgens de christelijke jaartelling.

## Gebeurtenissen
mei
- 29 - De overgebleven leden van de Hanze besluiten in Lübeck om het verbond op te heffen.

juni
- 19 - Kroning van de Poolse koning Michaël Korybut Wiśniowiecki, de eerste Pool op de troon sinds een eeuw.
- 28 - Koning Lodewijk XIV van Frankrijk besluit tot stichting van de Académie royale de musique in Parijs.

juli
- 3 - Amsterdam besluit tot de aanleg van straatverlichting.
- 7 - Blikseminslag in de toren van de Grote of Sint-Michaëlskerk (Zwolle), de hoogste toren in de Nederlanden. De verzwakte toren stort in de volgende jaren stukje bij beetje in.

september
- 6 - Na bijna een kwart eeuw strijd waarin de republiek Venetië vrijwel geheel alleen stond, geeft deze het eiland Kreta over aan de Turken.

november
- 26 - Een aantal Amsterdamse schrijvers richt het genootschap Nil Volentibus Arduum op, waarin ze door kritieken beogen de toneelpraktijk in Frans-classicistische richting bij te stellen.
- 30 - In Gent wordt de Ierse priester Olivier Plunkett tot bisschop gewijd.

zonder datum
- Hennig Brand ontdekt fosfor.

## Muziek
- Jean-Baptiste Lully componeert de balletten Flore en La jeunesse.

## Beeldende kunst

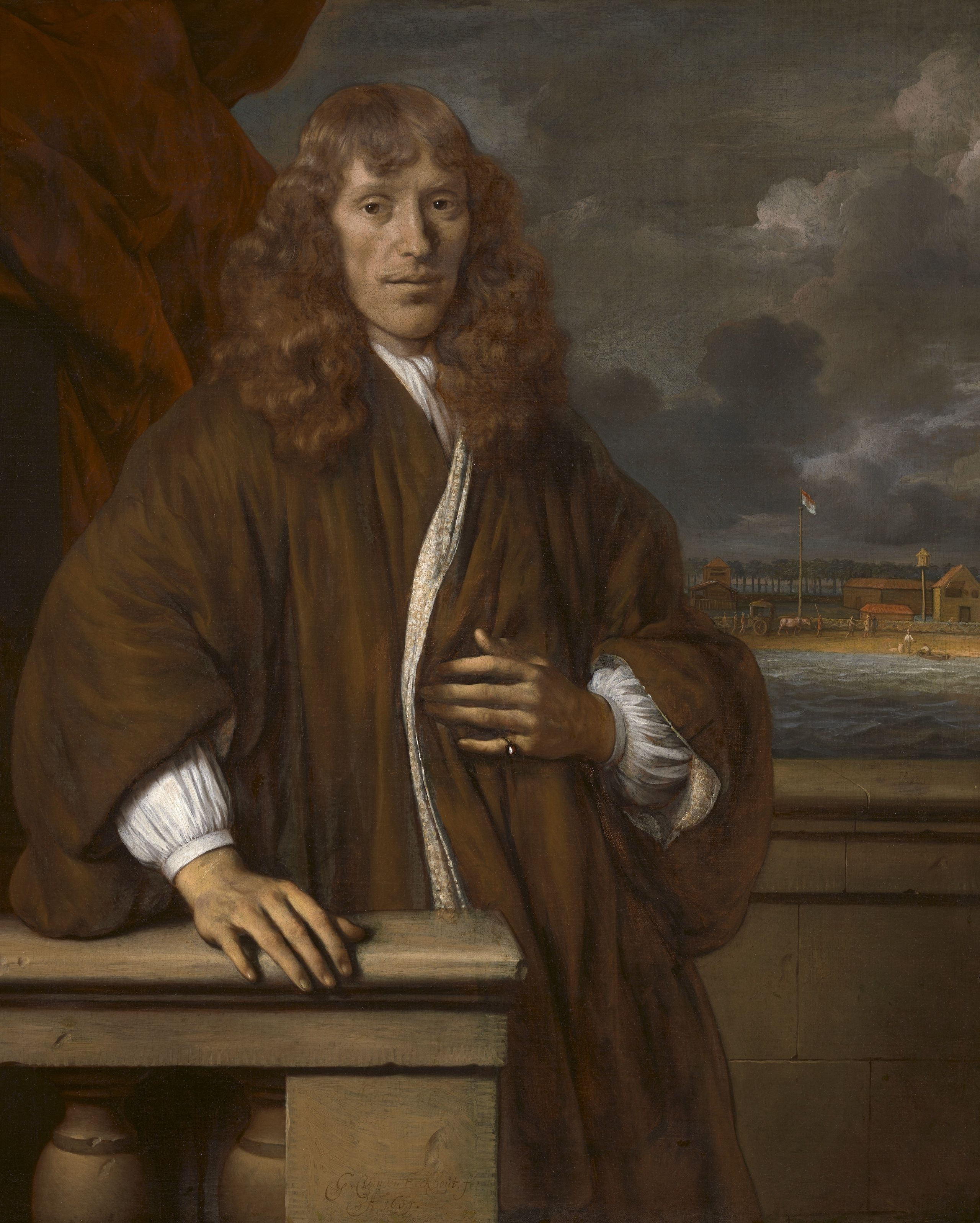
VOC functionaris (1669) Gerbrand van den Eeckhout, Musée de Grenoble

## Bouwkunst

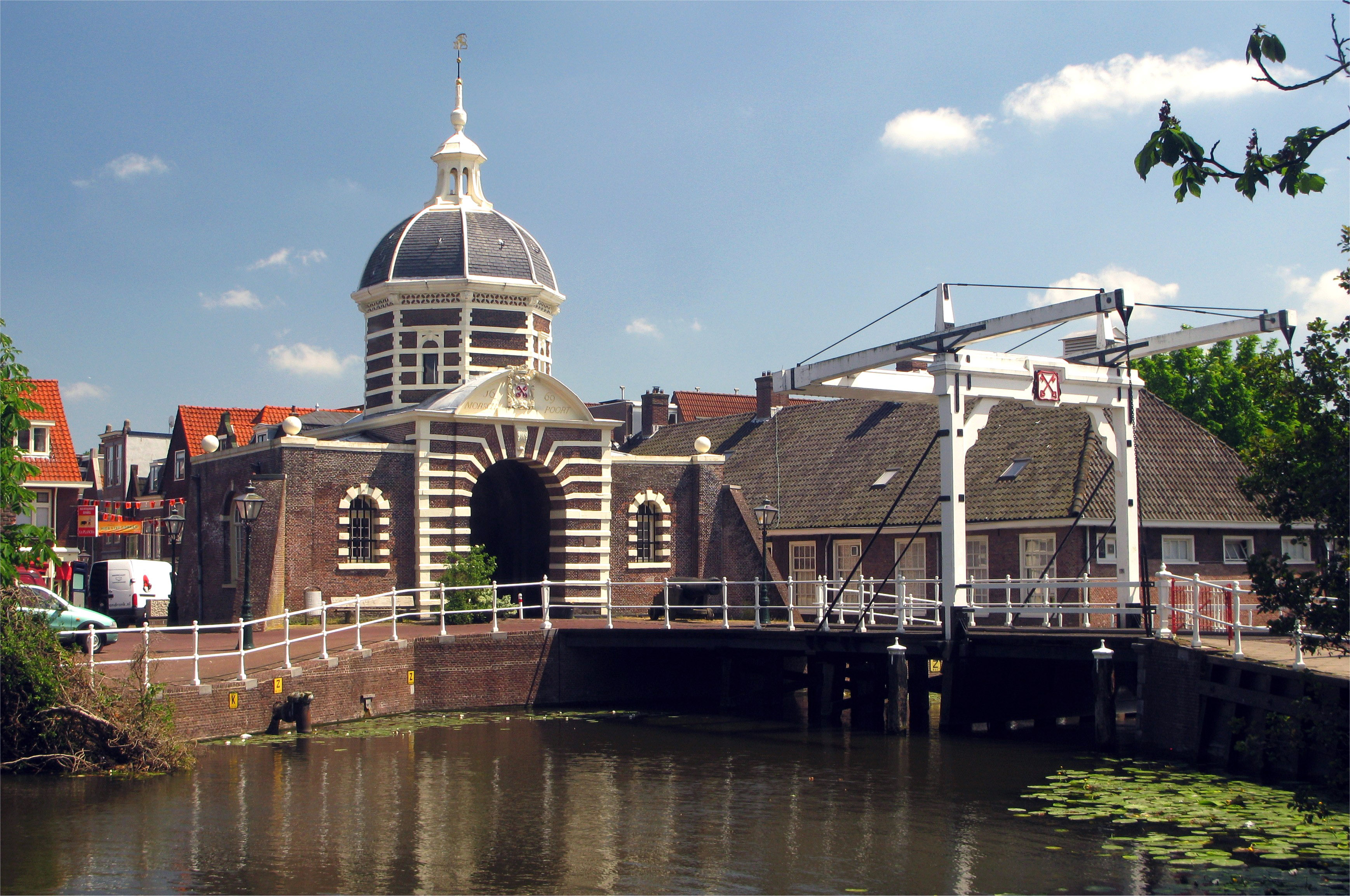
Morspoort, Leiden (1669) Willem van der Helm
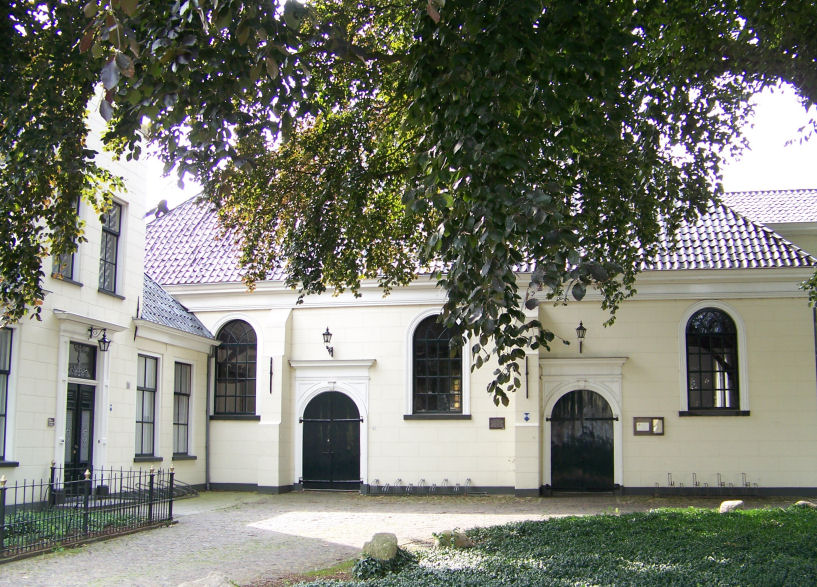
Damkerk (Hoogezand) (1669)